# Ліпінкі-Крулевські
Ліпінкі-Крулевські (пол. Lipinki Królewskie) — село в Польщі, у гміні Любіхово Староґардського повіту Поморського воєводства.
У 1975-1998 роках село належало до Гданського воєводства.